# كريستوفر الكسندر
كريستوفر الكسندر (بالألمانية: Christopher Alexander)‏ (و. 1936 – م) هو مهندس معماري، ومنظر معماري، وأستاذ جامعي، من الولايات المتحدة الأمريكية، ولد في فيينا، هو عضوٌ في الأكاديمية الأمريكية للفنون والعلوم.

## التعليم
تعلم في جامعة هارفارد، وكلية الثالوث، كامبريدج.

## مناصب وهيئات
أدار جامعة كاليفورنيا، بركلي.

## روابط خارجية
- كريستوفر الكسندر على موقع إن إن دي بي (الإنجليزية)